# Lucija Zaninović
Lucija Zaninović (Split, 26 de junho de 1987) é uma taekwondista croata.

## Carreira
Lucija Zaninović competiu nos Jogos Olímpicos de 2012, na qual conquistou a medalha de bronze.
Na Rio 2016 Zaninovic não medalhou.